# Роланд II Ратот
Роланд (II) Ратот (венг. Rátót nembeli (II.) Roland; ? — 1307) — венгерский барон на рубеже XIII—XIV веков. Он был одним из семи баронов в начале XIV века, которые называли себя палатинами в Венгрии. Он был предком семьи Jolsvai.

## Семья
Роланд II родился во влиятельном и престижном венгерском роде (клане) Ратот. Один из сыновей магистра Леустаха II Ратота. Его дедом был Доминик I Ратот, который был убит в битве с монголами в долине Мохи в 1241 году. У Роланда II был брат Дезидерий I («Слепой»), который служил ишпаном в графствах Боршод и Гемер, а также женился на дочери олигарха Иштвана Акоша, установив союз между двумя могущественными родами.
У Роланда Ратота было четверо сыновей от неизвестной жены. Через своего старшего сына, Дезидерия II, он был предком знатного рода Jolsvai (ранее Гедеи), который угас в 1427 году. Два его младших сына, Леустах IV и Роланд III, занимали различные посты ишпанов ряда графств в 1330-х годах. Четвёртый сын Роланда, Иштван III, упоминался только один раз в 1321 году.

## Карьера
Роланд впервые появился в исторических актах в 1275 году. Во время политического кризиса 1280 года король Венгрии Ласло IV принял новые законы против куманов под давлением римско-католической церкви. Однако многие куманы решили покинуть Венгрию вместо того, чтобы подчиниться требованиям папского легата Филиппа. По пути к границе они разорили и разграбили множество поселений и поместий. Роланд, его брат Дезидерий и два его двоюродных брата, Ратольд II и Миклош Ратоты успешно защищали цистерцианский монастырь в Эгресе (современный Игриш в Румынии). После этого Роланд и несколько других членов рода Ратот участвовали в королевских военных походах против половцев. Роланд присутствовал при осаде замка Геде (современный Ходеев, Словакия), где в середине 1281 года укрывался мятежный магнат Финта Аба. Позднее этот замок принадлежал самому Роланду, но дата приобретения неизвестна. Он также сражался против куманов в битве на озере Ход (недалеко от современного города Ходмезёвашархей) в 1282 году.
За свою военную службу Роланд Ратот был назначен конюшим королём Ласло IV в 1283 году . Вполне возможно, что он принадлежал к той баронской группе, в которой в то время господствовал род Чак. Союз распался к следующему году после смерти братьев Матуша II и Петера I Чаков. Таким образом, Роланд Ратот тоже лишился своего поста. Его сменил Якаб Борша, который был впервые упомянут в этом качестве в августе 1284 года.
В конце правления короля Андраша III, Роланд Ратот стал палатином Венгрии для региона Трансданубия (лат. palatinus ultradanubialis) — одновременно Апор Печ, ставший также палатином, отвечал за Цисданубию — в 1298 году и занимал этот пост до следующего года. В историческом контексте это означало, что Роланд Ратот имел юрисдикцию над Восточной Венгрией в этом качестве (поскольку «Трансданубия» имела другое значение, чем в наши дни), в то время как Апор Печ контролировал графства в Западной Венгрии. Кроме того, Роланд также носил титул судьи куманов. Роланд провёл собрание в Гава (сегодня часть Гававенчеллё) в октябре 1298 года и в графстве Боршод в следующем году.
После смерти короля Андраша III и угасания династии Арпадов в 1301 году Роланд Ратот, предположительно, поддержал кандидатуру принца Вацлава Богемского на венгерский трон, как и его двоюродные братья (включая Доминика II, фактического главы семьи) и брата Дезидерия. Он присутствовал на свадьбе Иштвана Акоша Младшего с иностранной (баварской или чешской) принцессой в начале 1303 года, но этот факт не подтверждает его принадлежности, так как присутствовал также сторонник Карла олигарх Амадей Аба. Роланд был впервые упомянут как «барон» в 1303 году. Он принёс клятву верности Карлу I Роберту Анжуйскому к следующему году. За короткое время он поднялся до видного положения в королевском дворе Карла Роберта, став одним из самых известных сторонников Анжуйской династии, наряду с Угрином Чаком и Амадеем Абой.
Роланд Ратот именовался палатином Венгрии с февраля 1303 года, он присутствовал на вышеупомянутой свадьбе в этом качестве. В первом десятилетии XIV века семь баронов одновременно носили титул палатина. Большинство венгерских историков, в том числе Дьюла Кристо и Енё Сюч, считали, что эти бароны, Матуш III Чак, Амадей Аба, Иван Кёсеги, Иштван Акош, Якаб Борша, Апор Печ и сам Роланд Ратот самовольно носили титул палатина, что ознаменовало его девальвацию. Однако историк Аттила Жолдос разработал специальную теорию. Когда Андраш III создал союз против своих врагов, групп влиятельных магнатов — в том числе Кесеги, Матуш Чак и Роланд Борша — убеждали короля Карла II Неаполитанского отправить своего внука, 12-летнего принца Карла Анжуйского, в Венгрию, чтобы стать королём, согласно Венгерской иллюстрированной хронике. Молодой принц высадился в Сплите в августе 1300 года при поддержке большинства хорватских и славонских дворян. Однако Кёсеги и Матуш Чак вскоре помирились с королём Андрашем III, что помешало успеху Карла Роберта. Жолдос утверждал, что Андраш III заключил новый феодальный контракт с баронами летом 1300 года: Матуш Чак и Иван Кёсеги стали «вечными» палатинами, и Андраш III принял их сюзеренитет над своими провинциями, в то время как два самых могущественных сторонника короля, Амадей Аба и Иштван Акош, также получили эту должность. В дополнение к ним, два палатина предыдущего года, Роланд Ратот и Апор Печ, также получили титул в качестве противовеса, согласно теории Жолдоса. Поэтому историк считает, что Роланд уже носил титул палатина в конце правления короля Андраша III. Как подчеркнул Жолдос, олигархи признавали титулы друг друга, помимо монархов, соборных капитулов и других институтов. Одним из оснований теории Жолдоса является тот факт, что Роланд Ратот и Апор Печ считались гораздо менее важными личностями, чем, например, Матуш Чак или Амадей Аба. Тем не менее, другие влиятельные магнаты не последовали примеру Апора Печа и Роланда Ратота, и никто другой не был назван палатином за исключением двух из них. В королевском документе от 1307 года Карл Роберт также называл Роланда Ратота палатином, признавая его титул.
Роланд Ратот присутствовал на сейме в Ракоше 10 октября 1307 года, где были подтверждены претензии Карла Роберта на венгерский престол. Там он тоже использовал титул палатина. После третьей коронации Карла, которая была проведена в полном соответствии с древним правом, 27 августа 1310 года, король признал только Якоба Боршу палатином, который был назначен на эту должность в 1306 году сами Карлом. Роланд Ратот к тому времени уже скончался, так как он никогда не упоминался в исторических документах после сейма в Ракоше в октябре 1307 года.